# Trynidad i Tobago na Mistrzostwach Świata w Lekkoatletyce 2015
Trynidad i Tobago na Mistrzostwach Świata w Lekkoatletyce 2015 – reprezentacja Trynidadu i Tobago podczas Mistrzostw Świata w Pekinie liczyła 19 zawodników, którzy zdobyli dwa medale.

## Występy reprezentantów Trynidadu i Tobago

### Mężczyźni

#### Konkurencje biegowe
| Konkurencja                | Zawodnik                                                                   | Runda 1      | Runda 1 | Półfinał | Półfinał | Finał        | Finał   |
| Konkurencja                | Zawodnik                                                                   | Rezultat     | Pozycja | Rezultat | Pozycja  | Rezultat     | Pozycja |
| -------------------------- | -------------------------------------------------------------------------- | ------------ | ------- | -------- | -------- | ------------ | ------- |
| Bieg na 100 m              | Keston Bledman                                                             | 10,85        | 50.     | NQ       | NQ       | NQ           | NQ      |
| Bieg na 100 m              | Rondel Sorrillo                                                            | DNS          | DNS     | NQ       | NQ       | NQ           | NQ      |
| Bieg na 200 m              | Kyle Greaux                                                                | 20,51        | 31.     | NQ       | NQ       | NQ           | NQ      |
| Bieg na 400 m              | Machel Cedenio                                                             | 45,54        | 8. Q    | 44,64    | 8. q     | 45,06        | 7.      |
| Bieg na 400 m              | Lalonde Gordon                                                             | 44,97        | 18. Q   | 44,70    | 9.       | NQ           | NQ      |
| Bieg na 400 m              | Renny Quow                                                                 | 44,54 (SB)   | 8. Q    | 44,98    | 16.      | NQ           | NQ      |
| Bieg na 110 m przez płotki | Mikel Thomas                                                               | DSQ          | DSQ     | NQ       | NQ       | NQ           | NQ      |
| Bieg na 400 m przez płotki | Jehue Gordon                                                               | 49,91        | 31.     | NQ       | NQ       | NQ           | NQ      |
| Sztafeta 4 × 400 m         | Renny Quow Lalonde Gordon Deon Lendore Machel Cedenio Jarrin Solomon (el.) | 2:58,67 (SB) | 2. Q    | —        | —        | 2:58,20 (NR) | srebro  |

#### Konkurencje techniczne
| Konkurencja    | Zawodnik        | Eliminacje | Eliminacje | Finał    | Finał   |
| Konkurencja    | Zawodnik        | Rezultat   | Pozycja    | Rezultat | Pozycja |
| -------------- | --------------- | ---------- | ---------- | -------- | ------- |
| Rzut oszczepem | Keshorn Walcott | 76,83      | 26.        | NQ       | NQ      |

### Kobiety

#### Konkurencje biegowe
| Konkurencja                | Zawodniczka                                                                             | Runda 1    | Runda 1 | Półfinał   | Półfinał | Finał      | Finał   |
| Konkurencja                | Zawodniczka                                                                             | Rezultat   | Pozycja | Rezultat   | Pozycja  | Rezultat   | Pozycja |
| -------------------------- | --------------------------------------------------------------------------------------- | ---------- | ------- | ---------- | -------- | ---------- | ------- |
| Bieg na 100 m              | Michelle-Lee Ahye                                                                       | 10,98      | 4. Q    | 10,97 (SB) | 8. q     | 10,98      | 5.      |
| Bieg na 100 m              | Kelly-Ann Baptiste                                                                      | 11,13      | 13. Q   | 10,90      | 6. Q     | 11,01      | 6.      |
| Bieg na 100 m              | Semoy Hackett                                                                           | 11,16 (SB) | 15. Q   | 11,13 (SB) | 14.      | NQ         | NQ      |
| Bieg na 200 m              | Kamaria Durant                                                                          | 23,25      | 30.     | NQ         | NQ       | NQ         | NQ      |
| Bieg na 200 m              | Semoy Hackett                                                                           | 22,89      | 11. q   | 22,75      | 11.      | NQ         | NQ      |
| Bieg na 200 m              | Reyare Thomas                                                                           | 23,09      | 21. Q   | 23,03      | 18.      | NQ         | NQ      |
| Bieg na 400 m przez płotki | Sparkle McKnight                                                                        | 55,77      | 15. Q   | 56,21      | 17.      | NQ         | NQ      |
| Sztafeta 4 × 100 m         | Kelly-Ann Baptiste Michelle-Lee Ahye Reyare Thomas Semoy Hackett Khalifa St. Fort (el.) | 42,24 (NR) | 3. Q    | —          | —        | 42,03 (NR) | brąz    |

#### Konkurencje techniczne
| Konkurencja    | Zawodniczka     | Eliminacje | Eliminacje | Finał    | Finał   |
| Konkurencja    | Zawodniczka     | Rezultat   | Pozycja    | Rezultat | Pozycja |
| -------------- | --------------- | ---------- | ---------- | -------- | ------- |
| Pchniecie kulą | Cleopatra Borel | 18,55      | 6. Q       | 17,43    | 12.     |